# Circuito de Balocco

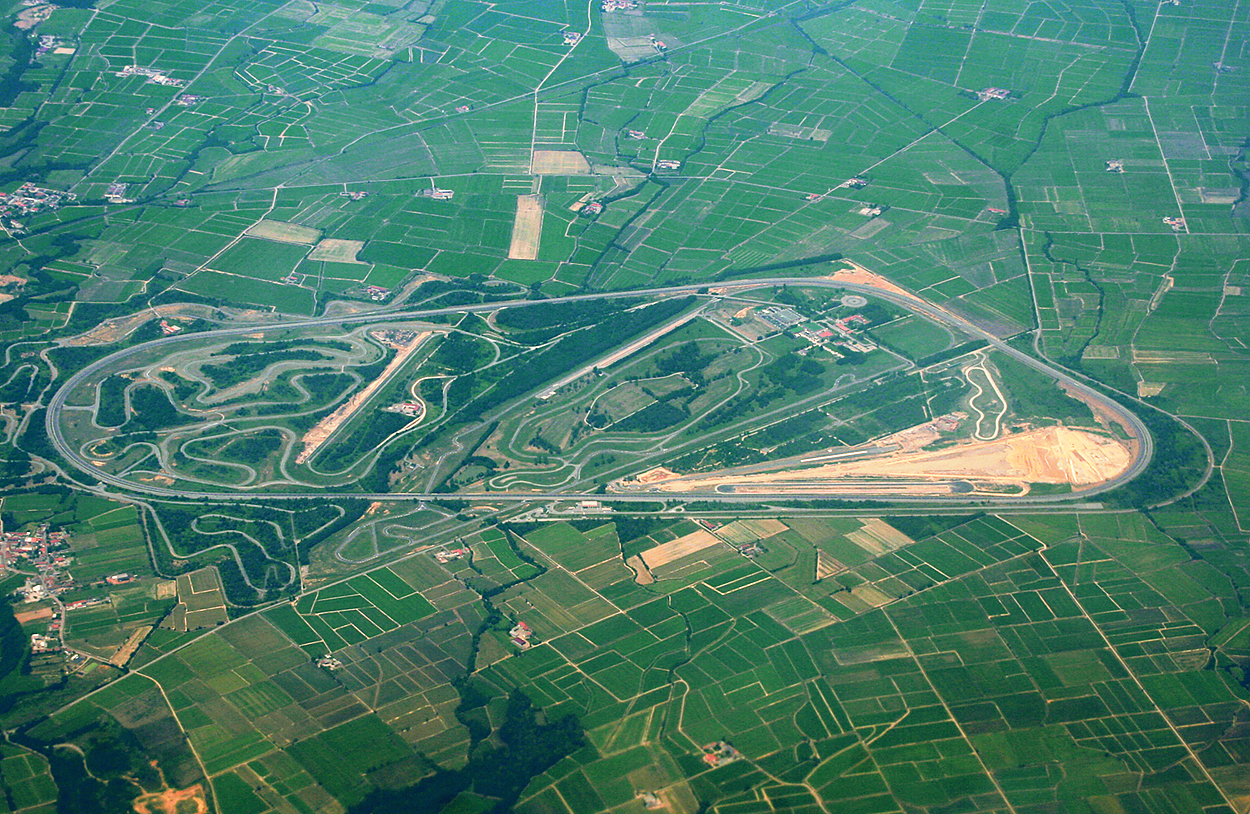
Vista aérea del centro.

El circuito de Balocco es un autódromo privado para pruebas y desarrollo de automóviles de producción y de carreras. Se encuentra situado en el municipio de Balocco, en el Piamonte, Italia. El circuito paso a manos de Fiat Group en 1986 al adquirir Alfa Romeo, para quien originalmente se había diseñado en 1964. En el recinto de 500 hectáreas existen en total 70 km de diferentes recorridos por pistas y circuitos de pruebas. Actualmente forma junto con la pista de pruebas de La Mandria y el circuito de Fiorano los tres principales circuitos de pruebas de Fiat Group.

## Historia
El circuito de Balocco fue construido originalmente en 1962 por Alfa Romeo para probar nuevos vehículos, prototipos y coches de carreras. Cuando el Grupo Fiat adquirió Alfa Romeo, el circuito pasó a ser usado por otras marcas del grupo, de automóviles, camiones y material agrícola y de construcción. En 1987 sufrió una profunda ampliación y se creó el anillo de alta velocidad para automóviles. Actualmente se encuentra integrado en el Centro Sperimentale Balocco.

## Pistas
Aunque de acceso privado, desde comienzos del siglo XXI se ha usado para diferentes presentaciones de prensa sobre novedades del grupo y en él se han organizado esporádicamente eventos deportivos. El complejo se encuentra a 192 metros sobre el nivel del mar. En él existen diferentes pistas, algunas con un trazado muy parecido al original diseñado para Alfa Romeo, y otras pistas de nuevo cuño. 
- Misto Alfa : circuito para pruebas cuyo trazado original cambió cuando se construyó la pista de alta velocidad, tiene un recorrido de 10.8 km en dos tipos de superficies diferentes con chicanes, horquillas, curvas múltiples, eses y un amplio curvón denominada "Biassono". La pista es totalmente plana y de asfalto en buenas condiciones. La pista ha sido aprobada para pruebas de Fórmula 1, está dotada de telemetría y reproduce algunas curvas famosas de circuitos utilizados en dicho deporte. En el verano de 2007 se han añadido dos chicanes nuevas.

- Pista Langhe: emula las colinas empinadas características de la zona de Langhe en la Provincia de Cuneo, Italia. Su recorrido es de 20,75km con 5 tipos de rutas diferentes donde existen 129 curvas. El asfalto está tratado deliberadamente para comprobar la estabilidad y amortiguación en condiciones críticas.

- Anillo de alta velocidad: Construido a finales de los años ochenta dispone de una sola entrada, tres largos curvones con peralte y ninguna intersección. Tiene una longitud de 7.65 km y su trayecto discurre por encima del resto de circuitos.